# Крупная ставка
«Крупная ставка» (англ. Even Money) — криминальная драма режиссёра Марка Райделла. Оригинальное название: «Even money» — термин в игровом бизнесе, означающий равные ставки букмекеров на все исходы встречи. Слоган фильма: «Life is a gamble. How much are you willing to risk?»

## Сюжет
В фильме несколько независимых сюжетных линий, рассказывающих о людях, которые слабо связаны друг с другом. Единственное, что их объединяет,— страсть к азартным играм.
Кэролин — писательница. Любящая жена и мать. Её семья полагает, что Кэролин работает над новой книгой, а на самом деле она проводит всё своё время за игровыми автоматами. В казино она знакомится с фокусником Уолтером, развлекающим игроков. Кэролин просадила все семейные сбережения, и ей предстоит разбираться со своим мужем.
Оги и Мёрф — букмекеры и приятели. Клайд постоянно играет и крупно задолжал Оги и Мерфу. Брат Клайда — талантливый молодой баскетболист Годфри. Клайд подговаривает его на договорной матч. Ему необходимо, чтобы команда Годфри проиграла. На деле всё выходит наоборот. Годфри своим финальным броском приносит победу. Мафиози Виктор преследует Клайда, которому теперь необходимо спасать свою жизнь.
Сюжет постоянно обращается около незримого Ивана — могущественного покровителя игровой мафии. Его никто не видел в глаза, но он стоит за всеми тёмными делами. Детективу Брюннеру предстоит разобраться, имеет ли он отношение к череде убийств в среде букмекеров.

## В ролях
| Актёр          | Роль                              |
| -------------- | --------------------------------- |
| Ким Бейсингер  | Кэролин Калвер                    |
| Дэнни Де Вито  | Уолтер                            |
| Форест Уитакер | Клайд Сноу                        |
| Рэй Лиотта     | муж Кэролин                       |
| Келси Грэммер  | Брюннер                           |
| Тим Рот        | Виктор                            |
| Карла Гуджино  | Вероника                          |
| Айзая Мустафа  | баскетболист (в титрах не указан) |

## Бюджет и сборы
Несмотря на звёздный актёрский ансамбль, фильм прошёл всего на 19 экранах и собрал $64 тыс. во внутреннем прокате США.